# Hans Harting
Hans Harting (ur. 15 lutego 1868 w Rummelsburg, zm. 21 września 1951 w Jenie) – niemiecki optyk, obliczył anastygmatyczny tryplet Heliar, produkowany od 1902 roku przez zakłady Voigtländer. 

## Życiorys
Odbył studia matematyczne, fizyczne i astronomiczne w Berlinie i Monachium. W 1898 uzyskał stopień naukowy doktora. Cztery lata pracował w Pruskiej Akademii Nauk jako asystent, następnie przeszedł do Physikalisch Technische Reichsanstalt, w 1897 do firmy Zeiss i w 1899 do Voigtländera. Dla tej firmy zaprojektował obiektywy Heliar i Dynar. Od roku 1908 do 1934 pracował w niemieckim urzędzie patentowym, którego został dyrektorem w 1933 (od 1922 kierował wydziałem). Po pracy w urzędzie wrócił do Zeissa, w którym pracował do emerytury w 1940 i ponownie, po II wojnie światowej, kiedy pomagał w odbudowie zrujnowanych zakładów. W 1950, na rok przed śmiercią, został członkiem honorowym berlińskiej Akademii Nauk.